# Drew Henry
Drew Henry (* 24. November 1968 in Hamilton, South Lanarkshire) ist ein ehemaliger schottischer Snookerspieler, der zwischen 1991 und 2008 17 Jahre als Profispieler verbrachte und in dieser Zeit neben drei Halbfinals bei Ranglistenturnieren unter anderem das Finale der Benson and Hedges Championship 1996 und gewann das Pontins Autumn Professional und das sechste Event der WPBSA Minor Tour 1994/95. Er wurde zeitweise auf Rang 18 der Weltrangliste geführt.

## Karriere
Henry machte erstmals auf sich aufmerksam, als er 1988 mit einem 9:8-Sieg über Jimmy Allan die schottische Snooker-Meisterschaft gewann. Im selben Jahr nahm er erfolglos an einem Event der WPBSA Pro Ticket Series teil und zog ins Halbfinale der Amateur-Weltmeisterschaft 1988 ein, unterlag dort aber Barry Pinches. 1989 erreichte er das Viertelfinale der Qualifikation für die English Amateur Championship, wo er gegen Nigel Bond verlor. Auch in jenem Jahr und im Jahr 1990 nahm Henry an Qualifikationsturnieren für die Profitour teil, jedoch nur selten mit Erfolg. 1989 erreichte er jedoch mit Siegen über verschiedene spätere Profispieler das Finale des dritten Events der WPBSA Pro Ticket Series, unterlag in diesem jedoch dem Engländer Jonathan Birch. 1991 nahm er ebenfalls ohne Erfolg am World Masters teil. Im selben Jahr wurde er schließlich Profispieler.

### Erste Profijahre
Henrys erste Profisaison war die Spielzeit 1991/92, zu der die Profitour für alle Spieler geöffnet wurde, sodass Henry zahlreiche Qualifikationsspielen spielen musste. Auch wenn er mit der Runde der letzten 96 mehrfach eine der letzten Qualifikationsrunden erreichte, zog er nur selten in die Hauptrunde ein und verlor damit zumeist in der Qualifikation. Unter diesen Ausnahmen waren die British Open und die Strachan Open, wo er jeweils die Runde der letzten 96 erreichte, sowie die UK Championship, bei der er bis in die Runde der letzten 32 vorrückte. Des Weiteren gewann er das Pontins Autumn Professional, ein Turnier, das aber keinen Einfluss auf die Weltrangliste hatte. Auf der Weltrangliste platzierte sich Henry im Folgenden auf Rang 87, wodurch er einen Großteil der Qualifikationsrunden überspringen konnte.
In der nächsten Saison verstärkte sich der Trend dahin, dass Henry zumeist in den letzten Qualifikationsrunden ausschied. Nur dreimal kam er über diese hinaus; zum einen bei seiner Teilnahme an der Runde der letzten 64 der Welsh Open sowie an der Runde der letzten 32 bei der Benson and Hedges Championship, zum anderen bei seinem Einzug ins Achtelfinale der International Open. Auf der Weltrangliste verbesserte er sich auf Rang 64. Doch in der Saison 1993/94 verbesserten sich Henrys Ergebnisse deutlich, sodass er nur dreimal vor der Hauptrunde ausschied, dann allerdings mehrheitlich in der ersten Hauptrunde verlor, beispielsweise bei der Snookerweltmeisterschaft. Davon abgesehen zog er bei den Welsh Open in die Runde der letzten 32 und bei der UK Championship sowie bei einem Minor-ranking-Turnier, also einem Turnier mit begrenztem Weltranglisteneinfluss, ins Achtelfinale ein. Auf der Weltrangliste sprang er dadurch auf Rang 39.
Während der folgenden Saison erreichte Henry jedoch bei keinem einzigen vollwertigen Ranglistenturnier das Achtelfinale, konnte aber in Sachen Hauptrundenqualifikation sein Vorjahresniveau halten, womit er häufig in der Runde der letzten 64 oder in der Runde der letzten 32 ausschied. Lediglich bei zwei Ausgaben der WPBSA Minor Tour überstand er diese Runden und schied erst im Viertel- beziehungsweise Halbfinale aus. Das sechste Event gewann er sogar. Dies reichte auf der Weltrangliste für eine Verbesserung auf Rang 35.

### Jahre in den WRL-40ern
Etwas schlechter verlief die Saison 1995/96, als Henry bei einem Großteil der Turniere in der letzten Qualifikationsrunde oder in der ersten Hauptrunde ausschied und damit nur selten die Runde der letzten 64 überstand. Bei den International Open und der Snookerweltmeisterschaft erreichte er jeweils die Runde der letzten 32 und musste sich in dieser geschlagen geben. Sein bestes Ergebnis erzielte er aber bei den Welsh Open, wo er unter anderem mit einem Sieg über Altmeister Steve Davis das Viertelfinale erreichte und in diesem dem jungen Paul Hunter unterlag. Auf der Weltrangliste konnte ihm dieser Erfolg aber auch nicht helfen, er rutschte auf Rang 40 ab.
In der nächsten Saison schied Henry insgesamt viermal in der Qualifikationsrunde der letzten 96 aus, aber nur zwei weitere Male in der Runde der letzten 64. Damit erreichte er jeweils zweimal die Runde der letzten 48 und die Runde der letzten 32, kam jedoch nie darüber hinaus. Allerdings zog er bei der Benson and Hedges Championship, einem Turnier ohne Einfluss auf die Weltrangliste, ins Endspiel din und erreichte damit das beste Ergebnis seiner Profikarriere, auch wenn er dort mit 8:9 knapp Brian Morgan unterlag. Davon abgesehen reichten seine Ergebnisse bei den Ranglistenturnieren aus, damit Henry seinen 40. Platz halten konnte.
Auch in den folgenden beiden Jahren blieb Henry auf dem Vorjahresniveau; meistens schied er in der Runde der letzten 96 oder in der Runde der letzten 64 aus. In der Saison 1997/98 erreichte er nur einmal die folgende Runde, bevor er in der nächsten Saison viermal in die Runde der letzten 32 vorrückte. In dieser Saison erreichte er bei zwei Events der UK Tour das Viertelfinale, doch auch dort schied er aus. Auf der Weltrangliste rutschte er in dieser Zeit über Rang 43 auf Rang 45 ab.

### Jahre in den Top 32
Wie auch schon zuvor schied Henry in der Saison 1999/2000 häufig früh aus, allerdings vermehrt in der Runde der letzten 64. Zudem zog er insgesamt fünfmal in die Runde der letzten 32 ein, schied aber nur zweimal dort aus. Damit erreichte er bei der UK Championship, bei den Welsh Open und bei der Snookerweltmeisterschaft zum ersten Mal seit den Welsh Open 1996 das Achtelfinale. Mit der nächsten Spielzeit beging Henry sein 10. Profijubiläum. Während der Saison schied er bei allen Ranglistenturnieren frühestens in der Runde der letzten 48 aus; neben drei Niederlagen in dieser verlor er je ein weiteres Mal in der Runde der letzten 32 und im Achtelfinale. Damit zog er insgesamt dreimal ins Viertelfinale ein: Bei der UK Championship schied er in dieser Runde auch aus, doch bei den China Open und den Scottish Open stellte er mit seinen Halbfinalteilnahmen einen neuen Karriererekord auf. Auf der Weltrangliste führte dies dazu, dass er sich über Rang 29 auf Rang 18 verbesserte, der besten Platzierung seiner Karriere.
Mit der nächsten Saison sank Henrys Form wieder etwas; vermehrt schied er nun in der Runde der letzten 48 oder in der Runde der letzten 32 aus. Nur ein einziges Mal kam er über diese beiden Runden hinaus, als er beim LG Cup mit Siegen über Marcus Campbell und Jimmy White das Achtelfinale erreichte und in diesem gegen Ronnie O’Sullivan ausschied. Ähnlich verlief die Saison 2002/03, in der er jedoch neben einem Achtelfinale – bei der Snookerweltmeisterschaft, bei der seine Hoffnungen auf ein Spiel gegen Stephen Hendry in Erfüllung gingen und dieser ihn besiegte, – jeweils einmal im Viertelfinale (bei der Benson and Hedges Championship) und im Halbfinale (bei der UK Championship) ausschied. Bei der UK Championship hatte der zu diesem Zeitpunkt in Rutherglen wohnende Henry überraschend Titelverteidiger Ronnie O’Sullivan und zuvor Jimmy White besiegt. Trotzdem rutschte er auf der Weltrangliste binnen dieser beiden Jahre über Rang 22 auf Rang 25 ab.
Die folgende Saison war jedoch vor allem in Sachen Ranglistenturniere identisch zur Saison 2001/02, als Henry zumeist spätestens in der Runde der letzten 32 ausschied und nur einmal diese Runden überstand, als er bei der Players Championship erst im Achtelfinale ausschied. Trotzdem verlor er auf der Weltrangliste nur zwei weitere Plätze; er war nun auf Rang 27 geführt. Ebenso verlief auch die Saison 2004/05, als Henry nur bei den Welsh Open das Achtelfinale erreichte und dort Barry Hawkins unterlag. Infolgedessen rutschten er aus den Top 32 hinaus und wurde nun auf Rang 35 geführt.

### Letzte Profijahre
In der Saison 2005/06 schaffte es Henry, mittlerweile in Cambuslang wohnend, jedoch bei keinem einzigen Turnier, ins Achtelfinale zu gelangen. Bei einem Großteil der Turniere schied er spätestens in der Runde der letzten 48 aus und verpasste damit zumeist die Hauptrunde. Diese erreichte er bei den Welsh Open und den China Open, wo er jeweils in der Runde der letzten 32 ausschied. Auf der Weltrangliste führte dies dazu, dass er sieben Plätze verlor und nun Rang 42 belegte. In der nächsten Saison schied er neben dem Ausscheiden in der Gruppenphase beim Grand Prix konstant in der Runde der letzten 64 und zog lediglich bei den China Open 2007 und bei der Snookerweltmeisterschaft in die Runde der letzten 48 ein. Auf der Weltrangliste rutschte er, der sich zum Saisonanfang auf Rang 41 verbessert hatte, auf Rang 57 ab.
Auch in der Saison 2007/08 waren Henrys besten Ergebnisse erneut zwei Teilnahmen an Runden der letzten 48, diesmal neben den China Open auch bei den Welsh Open. Ansonsten schied er zumeist in der Runde der letzten 80 aus, nur je einmal in der Runde der letzten 64 sowie in der Gruppenphase des Grand Prix. Zum Saisonende rutschte er dadurch auf Rang 74 ab, wodurch er nach 17 Profijahren die Startberechtigung für die nächste Saison verlor und er seine Profikarriere beenden musste.

## Erfolge
| Ausgang         | Jahr   | Turnier                            | Finalgegner    | Ergebnis |
| --------------- | ------ | ---------------------------------- | -------------- | -------- |
| Amateurturniere |        |                                    |                |          |
| Sieger          | 1988   | Schottische Snooker-Meisterschaft  | Jimmy Allan    | 9:8      |
| Zweiter         | 1989/3 | WPBSA Pro Ticket Series            | Jonathan Birch | 4:5      |
| Profiturniere   |        |                                    |                |          |
| Sieger          | 1991   | Pontins Autumn Professional        | John Read      | 5:2      |
| Sieger          | 1995   | WPBSA Minor Tour 1994/95 – Event 6 | Mark Williams  | 6:5      |
| Zweiter         | 1996   | Benson and Hedges Championship     | Brian Morgan   | 8:9      |